# Twisted Metal
Twisted Metal är en amerikansk äventyrs- och actionserie från 2023 som är utvecklad av Michael Jonathan Smith och baserad på Playstation-spelet med samma namn. Serien spelades in i New Orleans under perioden maj-augusti 2022 och hade premiär på Peacock den 27 juli 2023. Första säsongen består av 10 avsnitt.
En andra säsong av serien har utlovats.

## Handling
Serien kretsar kring den pratglade särlingen John Doe som önskar sig ett bättre liv. För att det ska bli verklighet måste han leverera ett paket tvärs över den postapokalyptiska ödemarken. Till sin hjälp har han en skjutglad biltjuv. På vägen möter de plundrare som till exempel Sweet Tooth med sin ombyggda glassbil.

## Rollista i urval
- Anthony Mackie - John Doe
- Stephanie Beatriz - Quiet
- Thomas Haden Church - agent Stone
- Samoa Joe - Sweet Tooth
  - Will Arnett - Sweet Tooths röst
- Richard Cabral - Loud
- Neve Campbell - Raven
- Tahj Vaughans - Mike
- Mike Mitchell - Stu
- Lou Beatty Jr. - Tommy
- Michael Carollo - Carl Roberts
- Chloe Fineman - Bloody Mary